# Rhea pennata tarapacensis
El ñandú de la puna o suri puneño (Rhea pennata tarapacensis), es una de las 3 subespecies que componen la especie Rhea pennata, del género Rhea, enormes y pesadas aves no voladoras exclusivas de América del Sur. Esta subespecie habita en regiones áridas o semiáridas del altiplano del norte de Chile y zonas fronterizas de Bolivia y Perú. 

## Nombres vulgares
También es conocido como suri del norte, avestruz cordillerano, ñandú del norte, ñandú de la cordillera, ñandú de la Puna, ñandú petiso de la Puna, ñandú petizo de la cordillera o ñandú cordillerano.

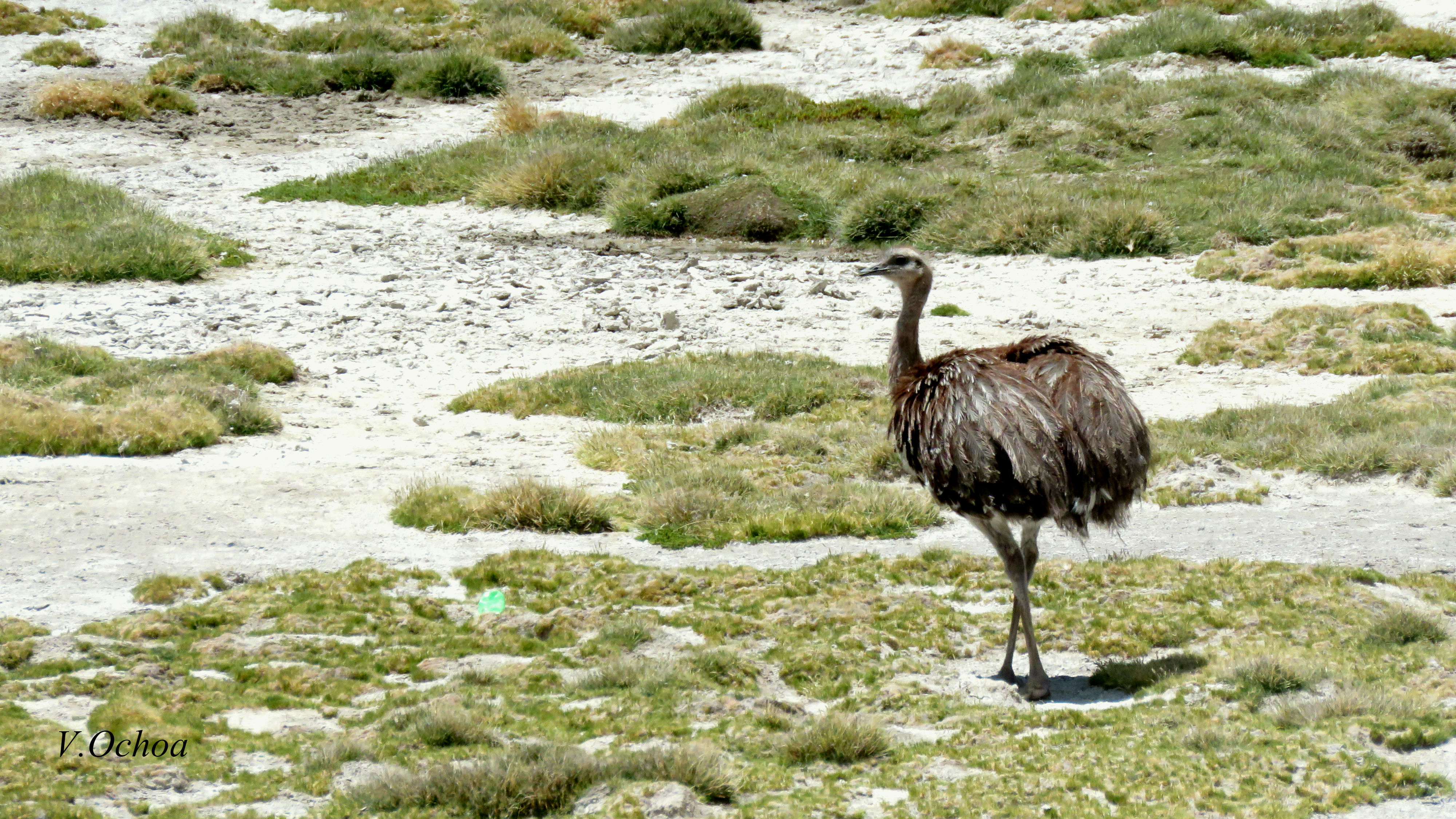
Rhea Pennata tarapacensis, camino a Parinacota, Chile.

## Distribución y hábitat
R. p. tarapacensis se encuentra en la puna del norte de Chile en las regiones de Arica y Parinacota, Tarapacá, Antofagasta, y Atacama. Las mayores poblaciones son protegidas en el parque nacional Lauca.
En la Región de Antofagasta se lo registró en las localidades de Aguas Blancas, Toconao, Río Grande, Cupo, y Ollagüe, y en los salares de Pucsa, Tara, y Ascotan.
En la Región de Atacama habita en escasos sectores del parque nacional Llullaillaco.
Habita en bofedales y estepas desérticas y arbustivas en planicies y lomadas de las mesetas del sector chileno del altiplano andino, región ubicada en el área central de la cordillera de los Andes, desde el límite con el Perú por el norte (Parinacota) hasta el área de Alto Huayco, en la cordillera de Vallenar.
No hay unanimidad de opiniones entre los especialistas sobre desde qué altitud mínima se encuentra este taxón en Chile. Algunos indican que desde 3500 o 3600 m s. n. m., aunque la mayoría señala que vive en altitudes superiores a los 4000 m s. n. m., o específicamente entre los 4000 y 4200 m s. n. m.,

## Taxonomía
Esta subespecie fue descrita originalmente por Charles Chubb en el año 1913.
Algunos autores han sugerido que los dos taxones del norte —ambos descritos por Charles Chubb en 1913— (R. p. tarapacensis y R. p. garleppi) deberían ser considerados una especie separada del taxón austral ( R. p. pennata), quedando R. t. tarapacensis como la subespecie típica y R. t. garleppi como una subespecie del anterior. También se ha propuesto que R. p. garleppi pase a la sinonimia de  R. p. tarapacensis.
La especie en su conjunto, al ser similar en aspecto y estructura al ñandú grande o común (Rhea americana), se la asigna al mismo género: Rhea. Para algunos autores, sobre la base de las diferencias entre ambas especies, merecen ser consideradas como géneros independientes, incluyendo a los taxones andino-patagónicos en el género Pterocnemia, según la clasificación de George Grayen el año 1871.

## Descripción

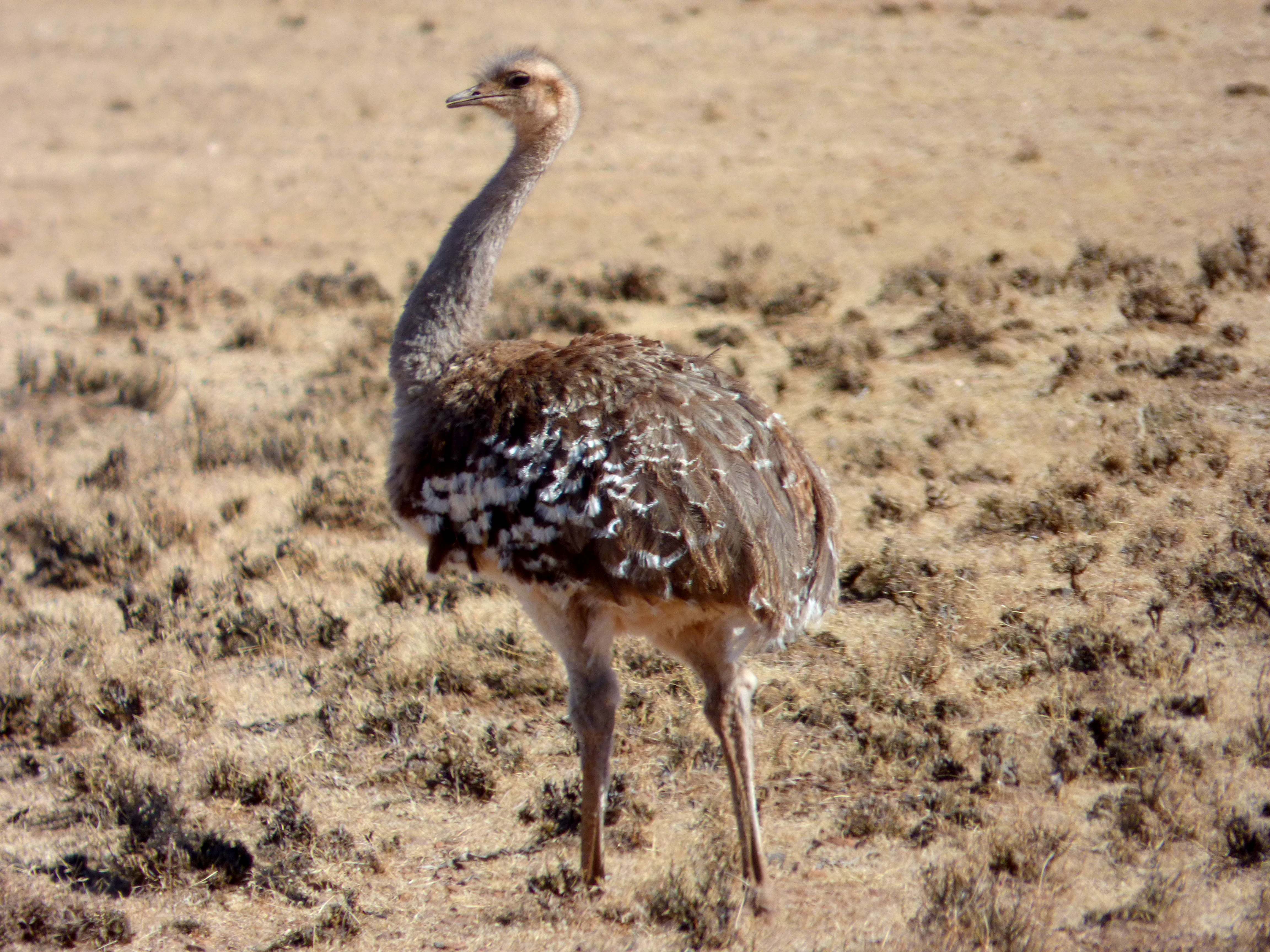
Suri andino (Rhea pennata tarapacensis) en Bolivia.

Es un ave de unos 90 a 100 cm de longitud (medida entre la punta del pico y la punta de la cola), con pesos que van desde los 15 a los 28,6 kg. Tiene una cabeza pequeña, al igual que su pico, de color pardo-córneo, el que mide entre 6,2 a 9,2 cm. Como contraparte, su cuello y patas son largos, estas últimas le permiten alcanzar velocidades en carrera de hasta 60 km/h. La parte superior de su tarso es emplumada. 
Su coloración es gris pardo a castaño con moteado blanco. La coloración es idéntica en ambos sexos, pero las hembras son ligeramente más pequeñas. Las crías nacen con un color blanco amarillento y adquieren el moteado de los adultos al año; son maduros sexualmente a los 2 años de edad. 
Rhea pennata tarapacensis se diferencia con respecto a R. p. pennata por ser ligeramente menor, por poseer patas más cortas, y mostrar una coloración más gris-pardusca en lo superior, por tener más ocre la cabeza y el cuello, y por tener largos plumones escapulares, los que, al igual que las cubiertas, son más oscuros, con contrastantes ápices de color blanco (más limitados que en el taxón austral). Los juveniles suelen no mostrar estas puntas blancas. El tarso tiene, en su parte frontal, de 8 a 10 placas horizontales, denominadas técnicamente: escutelaciones.  
El descriptor de las formas R. p. garleppi y R. p. tarapacensis señala que las diferencias entre ellas son que la primera muestra la cabeza y cuello de un color isabelino sucio, mientras que en la segunda es gris ceniciento; además el plumaje del dorso en la primera es pardo-grisáceo, y en la segunda es pardo-rojizo.

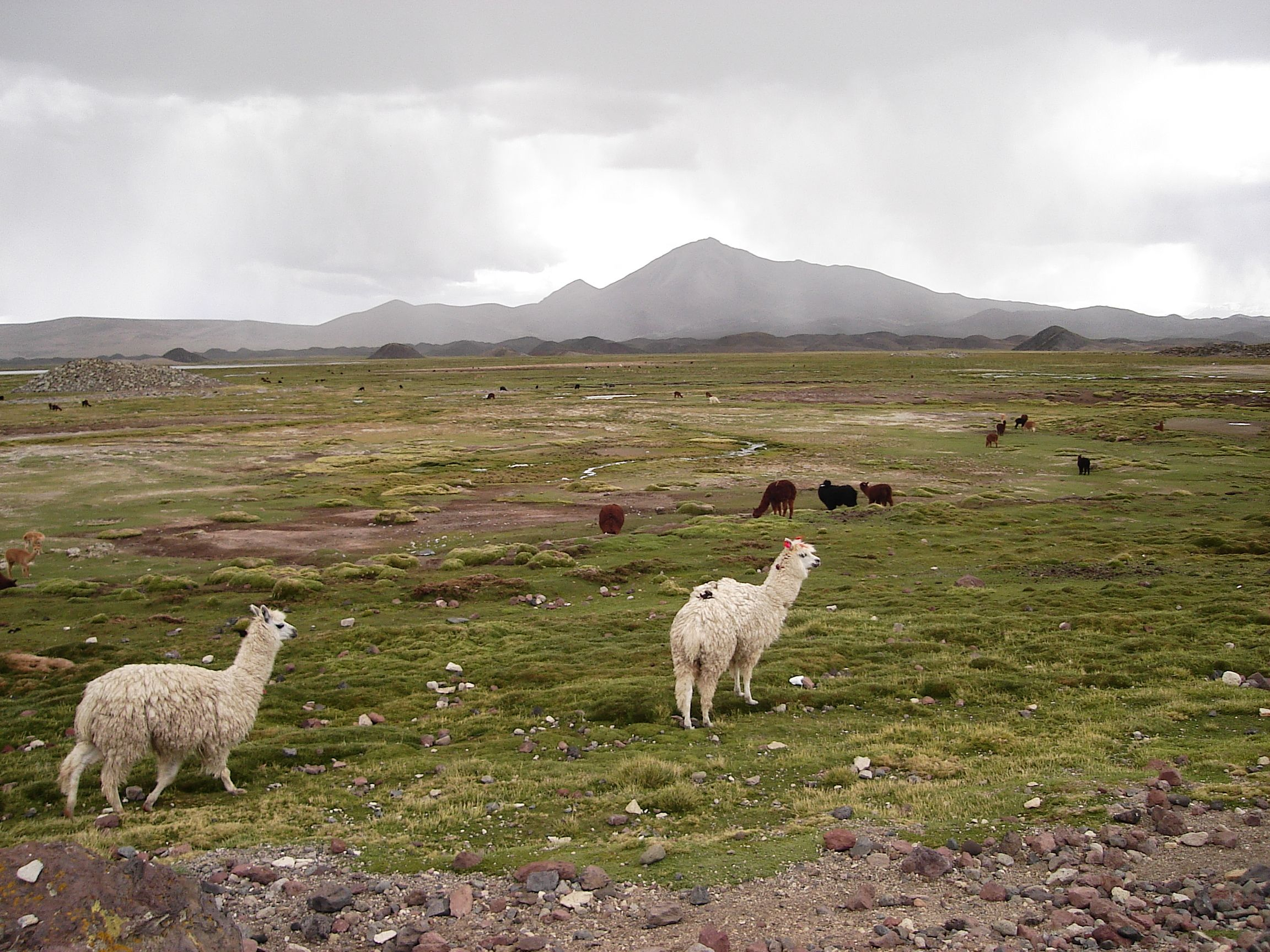
El hábitat de esta subespecie.

## Costumbres

### Hábitos
Fuera de la estación de cría, viven en grupos de 5 a 30 aves, de diferentes sexos y edades.

### Alimentación y predadores
Su dieta se basa principalmente de hojas de arbustos, y hierbas como gramíneas, juncáceas, y ciperáceas. Es complementada con alimentos de origen animal: insectos, arácnidos, pequeños vertebrados.
Si bien, en comparación con otros ratites, posee alas bien desarrolladas, es incapaz de volar, pero lo compensa con ser un gran corredor, lo que le permite huir de sus predadores, en especial el puma andino. Del zorro culpeo altiplánico el adulto se defiende con sus afiladas garras que presentan los dedos de sus patas —un arma muy eficaz—, aunque ese cánido suele capturar más fácilmente a las crías.

### Reproducción
Para el mes de agosto, cada macho dominante cortejará al grupo de hembras las que conforman un pequeño harén; las defiende de otros machos mediante duras batallas. Entre
septiembre y enero, estas hembras colocan, junto al nido y de manera polígama, de 13 a 30 huevos, los que son en promedio de 124 mm de largo por 87 mm de ancho máximo, y su color es algo más amarillento que Rhea p. pennata. Luego el macho los agrupa, y finalmente sólo él los incuba, durante entre 35 y 45 días. En este periodo, el macho se torna muy agresivo. Los polluelos son nidífugos, y a los pocos minutos siguen a su padre, quien también es el único encargado de sus cuidados.

## Historia y estado de conservación
Los relatos de los conquistadores españoles señalan que en la época del Imperio incaico, el taxón era propiedad del estado incaico, por lo que la colecta de sus huevos, y su caza estaba prohibida. Su plumaje sólo podía adornar las vestimentas de la familia real. Esta protección hacía que la especie fuera abundante, presentándose en grupos de 100 a 120 suris.
En el siglo XXI, las principales amenazas para este taxón lo constituyen la recolección de sus huevos —con
fines alimenticios—, y la caza indiscriminada con el fin de obtener su cuero, plumas, carne (baja en colesterol), y grasa (empleada con fines medicinales). 
Este taxón, al igual que su par que también vive en el norte, ha sufrido una drástica disminución poblacional, lo que lo ha puesto entre las categorías de especies en peligro de extinción. Es particularmente cazado por las comunidades indígenas, las cuales en su hábitat están representadas por comunidades aimarás.
Como el ambiente arbustivo-estepario ofrece un mínimo volumen forrajero, para esta subespecie es fundamental la oferta alimentaria que ofrecen los limitados bofedales altiplánicos, pero allí sufre la competencia con el ganado doméstico y la creciente población de vicuñas.
Especialistas de Chile han clasificado reiteradamente a esta subespecie como «En Peligro».
Según el Reglamento para la Clasificación de Especies Silvestres (RCE), esta subespecie fue clasificada en la categoría de «Insuficientemente Conocida».
Estimaciones poblacionales en las regiones de Arica y Parinacota, y de Tarapacá, han arrojado totales de entre 3027 y 6652 suris, con un intervalo de confianza del 5 %.
La estimación poblacional para la Región de Antofagasta ronda los 400 ejemplares, no contándose aún con estimaciones para la Región de Atacama, presentando allí solamente muy escasos individuos.
Esta subespecie está incluida en el apéndice I del CITES (Convención sobre el Comercio Internacional de Especies Amenazadas de Fauna y Flora Silvestres), por lo que el comercio de individuos o sus partes, se permite sólo en circunstancias excepcionales.